# Epidolops
Epidolops is een geslacht van uitgestorven buideldieren uit de Polydolopimorphia dat leefde tijdens het Eoceen in Zuid-Amerika. 

## Fossiele vondsten
Fossielen van Epidolops zijn gevonden in het Itaboraí-bekken in de Brazilië. Het is het algemeenste fossiele buideldier in de afzettingen van deze locatie, die dateren van 53 tot 50 miljoen jaar geleden. 

## Kenmerken
Epidolops had het formaat van een grijze eekhoorn of gestreepte buideleekhoorn met een schedel van zes centimeter, een kopromplengte van tweeëntwintig tot dertig centimeter en een geschat gewicht van vijfhonderd tot zeshonderd gram. Epidolops was een nachtactief dier en waarschijnlijk boombewonend. Het was een omnivoor dat zich voedde met fruit en insecten. Epidolops had een paar erg grote zijdelings afgeplatte gekartelde valse kiezen in beide kaken. Het gebit vertoont verder overeenkomsten met dat van de gestreepte buideleekhoorn en het vingerdier, zoals kleine kiezen met lage, stompe kronen. Mogelijk had Epidolops een vergelijkbaar voedingspatroon van in boomstammen levende insectenlarven.